# Laragne-Montéglin
Laragne-Montéglin (okcitansko L'Aranha-Montaiglin) je naselje in občina v jugovzhodnem francoskem departmaju Hautes-Alpes regije Provansa-Alpe-Azurna obala. Leta 2009 je naselje imelo 3.586 prebivalcev.

## Geografija
Kraj leži v pokrajini Daufineji ob reki Buëch, 41 km južno od središča departmaja Gapa.

## Administracija
Laragne-Montéglin je sedež istoimenskega kantona, v katerega so poleg njegove vključene še občine Eyguians, Lazer, Monêtier-Allemont, Le Poët, Upaix in Ventavon s 5.594 prebivalci.
Kanton je sestavni del okrožja Gap.

## Zgodovina
Sedanja občina je nastala z združitvijo dveh do tedaj samostojnih občin Laragne in Montéglin v letu 1949.